# Alain Michel

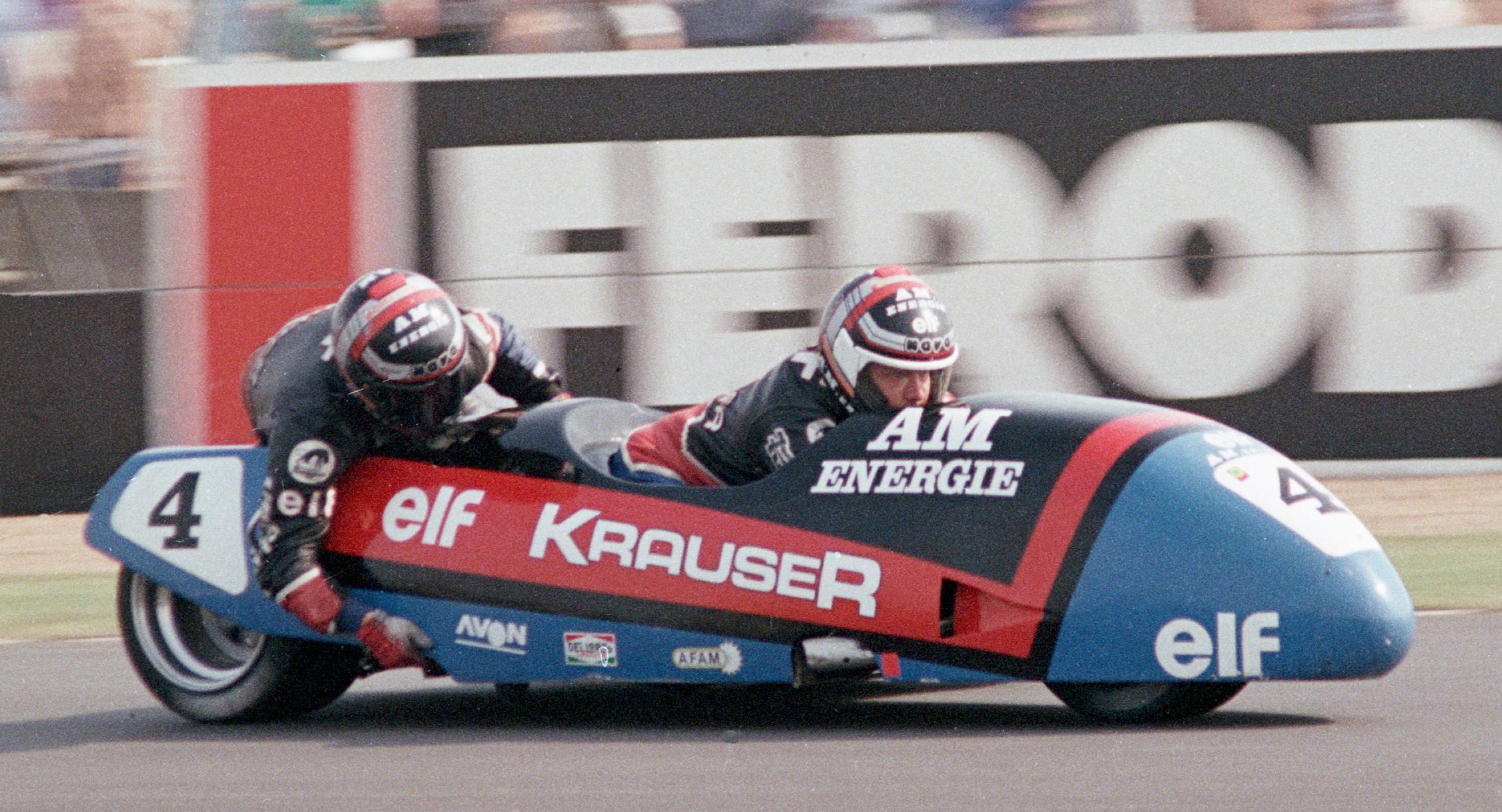
Alain Michel en Jean-Marc Fresc op hun LCR Krauser tijdens de GP van Engeland 1989 op Donington Park

Alain Michel (Montélimar, 23 februari 1953) is een Franse motorcoureur in de zijspanklasse. Zijn beste seizoen was dat van 1980, toen hij samen met zijn Britse bakkenist Simon Birchall wereldkampioen werd. Hij was de enige Franse Wereldkampioen zijspan, tot Grégory Cluse in 2014 wereldkampioen werd als bakkenist van de Brits Tim Reeves. Alain Michel was negen maal Kampioen van Frankrijk.

## Carrière
De racecarrière van Alain Michel begon in 1972 op solomotoren. Hij won dat jaar de 500 cc klasse van de Coupe des Quatre-Saisons (nl: ‘Vier Seizoenen Cup’), waarbij hij beide manches won van de Coupe de Printemps en de Coupe d'Eté, en de tweede manche van de Coupe d'Automne op een Honda 450 en eindigde op de tweede plaats in het Franse kampioenschap 500 cc. In 1975 stapte hij over op zijspanmotoren. In 1976 werd hij met bakkenist Bernard Garcia op hun GEP-Yamaha zijspancombinatie voor het eerst Frans kampioen, en vanaf dat seizoen reed hij ook in de Grand Prix-categorie zijspan. Ze eindigden dat seizoen negende. Zijn eerste Grand Prix-overwinning won hij in 1977 op Le Castellet tijdens de GP van Frankrijk, met Gérard Lecorre als bakkenist. Ze eindigden als vijfde op het WK.
In 1978 behaalde Michel op een Seymaz-Yamaha zijspancombinatie met zijn nieuwe passagier Stuart (Stu) Collins twee Grand Prix-overwinningen (GP van Groot-Brittannië en GP van Tsjecho-Slowakije) eindigde in het WK op de tweede plaats achter Rolf Biland en Kenneth Williams.
In 1979 reed Michel zowel in de B2A-klasse met bakkenist Stu Collins, als in de B2B-klasse met de Duitse bakkenist Michael Burkhard. In de B2B-klasse behaalden Michel en Burkhard twee Grand Prix-overwinningen (Le Mans en Assen) en een vierde plaats in de eindstand. In 1980, 1981 en 1982 eindigden ze respectievelijk op de 2e, 3e en 4e plaats in het WK. In 1983 eindigde Michel met Claude Monchaud als vierde.
Vanaf 1984 was Jean-Marc Fresc de bakkenist van Michel. In 1986 streden Michel en Fresc het hele seizoen tegen Egbert Streuer en Bernard Schnieders. Beide teams eindigden met een gelijk aantal punten, maar omdat Streuer en Schnieders vijf GP’s gewonnen hadden, en Michel/Fresc tww werd het Nederlandse team wereldkampioen. In 1989 werden Michel en Fresc derde in het WK.
In 1990 werd Alain Michel met zijn nieuwe bakkenist Simon Birchall wereldkampioen zijspan op een LCR-Krauser. Na het seizoen 1991 beëindigde Alain Michel na 16 seizoenen op het hoogste niveau zijn carrière. Hij reed in die periode 138 Grand-Prix, behaalde 77 Podiumplaatsen, waarvan 18 overwinningen.

Daarnaast werd Alain Michel in deze periode negen maal Kampioen van Frankrijk.
Naast andere activiteiten bleef Michel nog enige tijd actief in de wereld van het motorracen, en hield zich bezig met de ontwikkeling van enduromachines en ontwierp samen met Claude Fior ophangingen voor racemotoren.

## Palmares
- Wereldkampioen 1990.
- Vice-wereldkampioen in 1978, 1981 en 1986.
- Kampioen van Frankrijk in 1976, 1979, 1981, 1982, 1983, 1984, 1985, 1986 en 1987[7]